# یانا باخ
یانا باخ ((به آلمانی: Jana Bach)؛ زادهٔ ۱۹۷۹) بازیگر پورنوگرافی، مدل و مجری تلویزیون آلمانی است.

## حرفه
یانا باخ کار مدل‌پیشگی را در سال ۲۰۰۴ با مجله اروتیک کوپه آغاز کرد و پس از آن در جشنواره ونوس وارد صنعت فیلم بزرگسالان شد.
یانا باخ در یک مسابقه فوتبال تاپلس بانوان بین آلمان و اتریش به عنوان دروازه‌بان آلمان‌ها بازی کرد.